# Visst kan Lotta cykla
Visst kan Lotta cykla skrevs av Astrid Lindgren, och utkom 1971.

## Handling
Lottas syskon Jonas och Mia-Maria är ute och cyklar. Lotta är knappt fem år och menar att hon kan cykla i smyg, och övriga i familjen menar att Lotta är för liten, och ännu bara kan cykla på sin gamla trehjuling.
Lotta fyller 5 år två dagar senare, men får ingen cykel. Hon går till Tant Berg, och smyger sig in i Tant Bergs bod, och tar hennes cykel. Lotta leder den stora cykeln uppför backen, och åker sedan nedför. Men då hon inte kan bromsa faller hon av cykeln i farten. Tant Berg pysslar om Lotta, som slagit sig. Tant Berg menar att Lotta skulle ha en egen cykel. Plötsligt upptäcker Lotta att hon tappat det armband hon fått av Tant Berg.
Lottas pappa kommer hem med en cykel han hittat begagnad, fastän mamman sagt att de bestämt att Lotta inte skall få cykel förrän året kommande år. Lotta provar cykeln, och pappan håller i den, men då han släpper taget cyklar Lotta iväg. Plötsligt dyker Tant Berg upp med armbandet.
Jonas släpper styret på sin cykel, och då gör Lotta likadant, men trillar i gatan. Jonas säger åt henne att inte cykla utan att hålla i styret, men Lotta menar att hon kan cykla, precis som Jonas, i smyg.

## Utgåvor
Svenska
- Visst kan Lotta cykla. Rabén & Sjögren Bokförlag, Stockholm, 1971.

Tyska
- Na klar, Lotta kann radfahren. Oetinger Verlag; Auflage: 26., Aufl. (Februari 1972). ISBN 3-789161365

Engelska
- Lotta's Bike. Methuen Chi.Bks. (18 januari 1973). ISBN 0416766005